# 자연권 및 법적 권리
- 자연권이란 법, 특정 문화의 관습 또는 정부에 의존하지 않고 보편적이고 기본적이며 양도 불가능한 권리이다.(특정 개인이 권리 침해 행위를 통하여 타인의 자연권을 박탈할 수 있음에도 불구하고 인간이 제정한 법으로는 파훼시킬 수 없다.)자연법은 자연권의 법률에 해당한다.
- 법적 권리란 주어진 법적 체계 내에서 특정 개인에게 주어진 권리이다.(법적 권리는 인간 법률에 의해 수정되거나 폐지되거나 제약을 받을 수 있다.)실정법의 개념은 법적 권리의 개념과 밀접한 관계를 맺고 있다.

자연법은 고대 그리스 철학에서 처음으로 출현하였고 로마 철학자인 씨세로에 의하여 언급된 바 있다. 이후 자연법의 개념은 성경에서 재언급되었고, 중세 알베르트 대제와 그의 제자 토마스 아퀴나스와 같은 가톨릭 철학자들에 의해 발전되었다. 계몽기 시대, 자연법의 개념은 신성하고 고귀한 왕권에 대해 저항을 하는 용도로서 사용되었고 고전적 공화주의적인 형태로서 사회계약설, 실정법 그리고 정부 설립 및 제정의 정당화 대안책으로서 사용되었다. 반대로 자연권의 개념은 모든 설립 및 제정에 있어 그 합법성에 관해 의문을 제기하는 이들 사이에서 널리 사용되었다.
인권의 개념은 자연권의 개념으로부터 기인하였다. 인권과 자연권 사이의 구분을 거부하는 이들은 인권의 개념을 자연법, 자연신학 또는 기독교 이론적 신조에 의존하지 않는 후계자로서 바라보았다. 자연권은 특히 어떠한 정부나 국제기구든 이를 거부할 수 있는 권리를 초월한 것으로서 간주되었다. 세계 인권선언은 자연권의 개념을 소프트로 형태에 머물 수 있도록 하는 중요한 기제로서 작용한다. 인권은 실정법을 구성했던 반면에 자연권은 전통적으로 배타적인 부정권을 구성하는 것으로서 간주되었다. 심지어 인권 내 자연권의 개념에서조차도 두 용어는 동의어가 아님을 보여주고 있다.

## 역사

### 고대
뉴욕 타임즈 배테랑 기자이자 All The Shah's Men의 작가인 스태픈 킨저는 다음과 같은 문구를 작성하였다.
조로아스터교는 이란인들에게 시민들은 계몽된 지도력에 관한 양도할 수 없는 권리를 가지고 있으며 신하의 의무는 단지 왕에게 복종하는 것 뿐만 아니라 약자들에게 맞서는 것에도 해당된다고 가르쳤다. 지도자들은 지상에서 신을 표방하는 이들로서 여겨지지만, 도덕적 행위를 통해 얻어야 하는 일종의 신성한 축복이 있는 한 그들은 충성을 받칠 권리가 있다.
에피쿠로스 학파의 40개의 교리원칙은 다음과 같이 말한다. "타인으로부터 보호받기 위해서는, 목적을 달성하려는 어떠한 수단도는 자연적 선에 해당된다. 그들은 사회계약에서 인간들이 누군가에게 해를 입히지 않음을 동의하며 그들의 계약을 지배하는 규율은 절대적이지 않지만 상황은 반드시 변화하는 계약 윤리에 대해 믿음을 가지고 있었다. 에피쿠로스 학파는 자연적인 상태에 있는 인간들은 개인의 주권을 누리고 인간을 지배하는 법 아래에 구속되기로 합의하였고, 이러한 합의는 주기적으로 상황이 변할 때마다 재논의된다는 것을 암시했다.
스토아학파는 본성에 의하면 누구나 노예가 될 수 없음을 주장했다; 노예제도는 세계의 영혼적 자유와 병치된 외부적인 환경에 불과한다라는 것이다. 세네카의 아들은 다음과 같은 문구를 남겼다.
노예제도가 인간존재에 만연하다고 생각하는 것은 큰 오산이다; 그의 더 나은 부분은 그것으로부터 그것에서 면제된다. 따라서 육체는 지배 아래 있고 마음은 독립적이고 자유롭고 거칠기에 육체의 감옥으로도 제지될 수 없고 거기에 제한되어 있다.
자연권이라는 개념의 발전의 근본적인 중요성은 자연적 인간 평등이라는 개념의 출현이다. 역사학자 A.J. Carlyle가 주목한 것과 같이 "정치적인 이론에는 변화가 없어서 아리스토텔레스의 관점에서  Cicero와 Seneca에 의하여 반영된 후기 정치철학적 관점으로의 변화만큼 그것의 완성도에서 놀라울 정도의 정치 이론의 변화는 존재하지 않는다... 우리는 이것이 인강 본성의 평등 이론에 관련된 것보다 더 나은 이론이 될 수 없다고 생각한다." Charles H. McIlwain 또한 "인간 평등의 개념은 정치적 견해와 관련된 스토아 학파의 가장 심오한 공헌이며",  "인간 평등 개념의 가장 큰 영향은 부분적으로는 변화한 법적 개념에 있다."라고 말했다. Cicero는 De Legibus에서 "우리는 정의를 위해 태어났고 그 권리는 의견이 아닌 자연에 기반을 두고 있다."라고 말했다.

### 현대
자연권의 현대적인 개념을 발전시킨 첫번째 서양 프랑스의 이론가 장 거슨이다. 그의 논문인 De Vita Spiriti Animae는 현대 자연권 이론이라고 불리게 될 것을 발전시키기 위한 최초의 시도 중 하나로 여겨진다.
몇 세기 이후, "내부는 속박에 넣을 수 없다."라는 스토아학파의 교리는 재발생했다 양심의 자유의 교리 개혁에서. 마틴 루터킹은 다음과 같이 말했다.
더 나아가, 모든 인간은 그들의 신념에 책임이 있고 인간은 인간이 올바르게 믿고 있는 것을 스스로 보아야 한다. 다른 사람이 나를 위해 지옥이나 천국에 갈 수 있는 것은 적지만, 나를 위해 믿거나 믿지 못하는 것은 적다. 그리고 천국과 지옥을 열고 닫는 것도 적다. 그래서 나를 신념과 불신으로 이끌어내는 것 또한 적다. 그렇기에 믿음과 불신이라는 것은 모든 이들의 양심에 달린 문제이고 이것은 세속적인 힘이 아니기에, 후자는 만족하고 각자의 일에 몰두해야 하며, 인간이 능력이 있고 타인을 힘으로 억압하거나 구속해서는 안된다.
17세기 영국인 학자 존 루크는 그의 저서에서 자연권에 대하여 삶, 자유, 그리고 재산(자산)이 되는 것으로서 간주하였고, 그러한 근본적인 권리들은 사회 계약설에 의하여 굴복될 수 없다고 주장하였다. 삶, 자유, 그리고 자산에 관한 자연권의 보존은 아메리카 식민지의 반란을 정당화하는 수단으로서 요구되었다. 조지 메이슨이 그의 버지니아권리선언에 관한 초안에서 언급한 것처럼, "모든 인간은 동일하게 자유롭도록 태어났으며," "그들의 후세를 박탈하거나 박탈할 수 없는 확실한 타고난 권리를 가지고 있다"라며 주장하였다. 찰스 1세의 군주제와 올리버 크롬웰의 독재정권과 갈등을 빚은 또 다른 17세기 영국인 존 릴번(자유본 존으로 알려진)은 인간의 법에 의하여 또는 정부에 의하여 부여된 것과는 달리 모든 인간이 가지고 태어난 권리로서 정의한 평등한 기본권을 주장했다.